# Sikorki
Sikorki – wieś w Polsce w województwie zachodniopomorskim, w powiecie goleniowskim, w gminie Nowogard. Położona jest w północnym krańcu gminy, w odległości 9 km na północ od Nowogardu, przy lokalnej drodze Grabin-Glicko. nad rzeką Wołczenicą. 

## Integralne części wsi
| SIMC    | Nazwa    | Rodzaj |
| ------- | -------- | ------ |
| 0780297 | Wierzchy | osada  |

## Historia
Pierwsze wzmianki o wsi pochodzą z 1274 roku. Nazwa miejscowości zmieniała się w ciągu wieków, m.in. w dokumentach pojawiały się zapisy: Czykkerke (1495), Sieker (1618), Zicker (1780) i Zickerke (1784). Od średniowiecza Sikorki były w posiadaniu rodu Obersteinów, który zarządzał rozległymi dobrami na Ziemi Nowogardzkiej i Dobrskiej. Ich wasalami byli von Schmelingowie, niżsi rangą. Wieś pozostawała w rękach tej rodziny do 1676 roku, kiedy zmarł Krzysztof von Schmeling, ostatni męski potomek tej linii. Następnie majątek trafił do Bogusława von Croy, a później przeszedł na elektora brandenburskiego, stając się częścią dóbr domenalnych.
Na początku XIX wieku miejscowi chłopi byli dzierżawcami dziedzicznymi. Od średniowiecza we wsi istniał kościół, choć dokładna data jego powstania nie jest znana. W 1580 roku wieś miała 10 łanów ziemi, na której działały 4 gospodarstwa chłopskie, jedno zagrodnicze, a także karczma i kuźnia. W 1784 roku liczba gospodarstw wzrosła do 16, z czego 7 powstało na terenach dawnego folwarku, wcześniej nieudokumentowanego. Wśród mieszkańców wymieniano również 3 chałupników (w tym kowala), chłopa pracującego dla pastora, kościelnego oraz nauczyciela, co dawało łącznie 25 zagród.
W drugiej połowie XVIII wieku na miejscu starego kościoła wybudowano nową, szachulcową świątynię, a w 1834 roku dobudowano do niej murowaną wieżę.
W latach 70. XIX wieku Sikorki były stosunkowo dużą wsią, składającą się z 125 budynków, z czego 63 to domy mieszkalne. Działały tam kościół, szkoła, kuźnia oraz jeden lub dwa wiatraki. Spośród 55 gospodarstw, 16 było pełnorolnych (każde o powierzchni około 18 ha). W dokumentach wspomina się również o zagrodnikach, chałupnikach, komornikach i pasterzach. Do wsi administracyjnie należały kolonia Bochlin oraz folwark Wierzchy. Na przełomie XIX i XX wieku powstał nowy cmentarz. W 1939 roku Sikorki liczyły 66 gospodarstw rolnych.
W latach 1975–1998 miejscowość administracyjnie należała do województwa szczecińskiego.